# 假弯管马先蒿
假弯管马先蒿（学名：Pedicularis pseudocurvituba）是列当科马先蒿属的植物，为中国的特有植物。分布在中国大陆的青海等地，生长于海拔4,300米的地区，一般生于河谷沙地，目前尚未由人工引种栽培。